# 联合水库
联合水库是中国广西壮族自治区百色市平果县太平镇境内的一座水库，位于右江流域新圩河上，建于1958年。水库正常库容为545万立方米，集雨面积为98平方千米，海拔为272.32米。